# Cargill
Cargill, Incorporated er et amerikansk, multinationalt virksomhedskonglomerat med hovedsæde i Minnetonka ved Minneapolis i Minnesota. Virksomheden er etableret i 1865 og er i dag målt på omsætning det største ikke børsnoterede aktieselskab i USA. Havde virksomheden været børsnoteret, ville den have været nr. 13 på Fortunes Fortune 500-liste. Nogle af Cargills væsentligste forretningsområder er handel, indkøb og engrosvirksomhed med korn og andre jordbrugsvarer, handel med energi, stål og transport, husdyrbrug og foder, produktion af fødevareingredienser såsom stivelse, glukosesirup og vegetabilske olier til brug i forarbejdede fødevarer og til industrielt brug. Cargill driver også et en stor finansiel servicedivision, som klarlægger finansielle risici på virksomhedens råvaremarkeder. I 2003 blev en del af virksomhedens finansielle aktiviteter fraspaltet til en hedgefond kaldet Black River Asset Management. Den fik aktiver for 10 mia. US $ i startkapital.
Cargills omsætning var i 2012 på 133,958 mia. US $, og koncernen havde i alt omkring 142.000 beskæftigede. Koncernen er til stede i over 66 lande og er ansvarlig for 25 % af USA's samlede korneksport. Virksomheden dækker også omkring 22 % af USA's kødmarked; det er den virksomhed, der importerer mest fra Argentina, og det er den største fjerkræproducent i Thailand. Alle æg, der benyttes af McDonald's restauranter i USA, passerer Cargill's pakkerier. Det er den eneste producent af Alberger-processeret salt i USA, som er højt værdsat i fastfood- og fødevareforarbejdningsbranchen.
Cargill er en familieejet virksomhed, da omkring 90 % ejes af Cargill-familien og MacMillan-familien. Derfor er størsteparten af koncernens vækst opnået gennem reinvestering og kun i mindre grad ved aktieemissioner. Gregory R. Page, som ikke er medlem af hverken Cargill- eller MacMillan-familierne, fungerer som administrerende direktør for Cargill. Han efterfulgte den tidligere CEO Warren Staley i 2007, da Staley nåede Cargills obligatoriske tilbagetrækningsalder på 65.

## Historie
Cargill er etableret i 1865 af William W. Cargill, som købte et kornlager i Conover i Iowa. Et år senere fik William følgeskab af sin bror Sam og skabte dermed W.W. Cargill and Brother. Sammen byggede de kornlagre og åbnede et savværk. I 1875 flyttede Cargill til La Crosse i Wisconsin, og broren James sluttede sig til familievirksomheden. Byen La Crosse var strategisk lokaliseret i krydset mellem Milwaukee Road, jernbanen og den sydlige Minnesota division. Sam Cargill forlod La Crosse i 1887 og flyttede til Minneapolis for at drive kontoret der, som var et vigtigt og voksende korncenter. Tre år senere blev Minneapolis-aktiviteterne lagt ind under Cargill Elevator Co. Flere år efter dette blev La Crosse-aktiviteterne lagt under W.W. Cargill Company of La Crosse, Wisconsin. I 1898 begyndte John H. MacMillan og hans bror Daniel at arbejde for W.W. Cargill. John MacMillan giftede sig så med William Cargills ældste datter Edna. Efter Sam Cargills død i 1903 blev William Cargill eneejer af La Crosse-kontoret. John MacMillan fik titel som general manager for Cargill Elevator Company og flyttede familien til Minneapolis. William Cargill døde i 1909, hvilket skabte en økonomisk krise for virksomheden. MacMillan arbejdede for at løse finansieringsproblemerne og på at presse sin svigersøn William S. ud af virksomheden. De nuværende ejere er efterkommere af John MacMillans to sønner, John H. MacMillan (Jr.) og Cargill MacMillan (Sr.) og hans yngste svigersøn Austen S. Cargill I.
John MacMillan drev virksomheden indtil sin tilbagetrækning i 1936. Under hans ledelse ekspanderede Cargill betydeligt, og der blev også ekspanderet uden for Midtvesten ved at åbne virksomhedens første kontor på østkysten i New York i 1923, det første Canadiske kontor, det første europæiske kontor og de første latinamerikanske kontorer i 1928, 1929 og 1930. I denne tid havde Cargill både rekordstore profitter og betydelige tab. Den første af kriserne var gælden efter afdøde W.W. Cargill. Virksomheden udstedte Gold Notes for 2,25 mio. US $ med garantier i form af Cargill-aktier. Gold Notes'ene var tilbagebetalt i 1917, men takket være rekordhøje kornpriser forårsaget af 1. verdenskrig var al gæld tilbagebetalt i 1915. Eftersom krigen fortsatte ind i 1917, scorede Cargill rekordstore profitter og blev kritiseret for at drive profit på krig. Fire år senere, som et resultat af finanskrisen i 1920, noterede Cargill sine første tab.
I 1936 slog kornhøsten fejl, og næste års høst ville ikke være i hus før oktober 1937. Det fik Chicago Board of Trade til at beordre salg af noget af Cargills korn. Cargill nægtede at adlyde. Det fik US Commodity Exchange Authority og Chicago Board of Trade til at beskylde Cargill for at bevidst at pushe kornmarkedet. Stridighederne fik i 1938 Chicago Board of Trade til at suspendere Cargill og tre samarbejdspartnere fra handelsbørsen. I 1962 genoptog Cargill handlen gennem Chicago Board of Trade. Under 2. verdenskrig fortsatte MacMillan (Jr.) med at udvide virksomheden, og den boomede i forbindelse med transport af korn og skibsbyggeri for USA's flåde.
I 1960 blev Erwin Kelm den første topleder for koncernen, som ikke var fra familien. Med sigte på ekspansion førte han virksomheden ind på markedet for kornmøller, stivelse og sirup. 